# Багамские Острова и Гражданская война в США
Багамские Острова, как часть Британской империи официально не принимали участия в Гражданской войне в США. Как и в эпоху пиратов, Багамские острова были пристанищем для мошенников, перебежчиков, контрабандистов. Несмотря на то, что Флорида находится всего в 55 милях от страны, в то время в штате было несколько портов, взятых в блокаду Союзом. Следовательно, контрабандисты совершали свои поездки из Нассау в Чарлстон (Южная Каролина) — крупнейший порт Конфедерации на Атлантическом побережье.

## В войну
Остров Большой Багама терял население в течение всего XIX века, в пользу Нассау. С началом гражданской войны в 1861 году население района удвоилось из-за прибытия беженцев, дезертиров и нелегалов.
В Нассау ситуация также изменилась в результате войны. Первый военный корабль пришвартовался в Нассау 5 декабря 1861 года. К концу войны 397 кораблей отправились из Конфедерации в Нассау, а 588 — из Нассау в Конфедерацию. В начале 60-х годов импорт Нассау составлял 234 029 фунтов стерлингов, а экспорт — в 157 350 фунтов. В 1864 году, на пике товарообмена Юга и Нассау, импорт оценивался в 5 346 112 фунтов, а экспорт — в 4 672 398 фунтов.
Контрабандисты возили хлопок из Чарлстона в Нассау, за два дня преодолевая расстояние в 560 миль. Поскольку Союз устроил блокаду вокруг всех южных портов, контрабандисты должны были быть быстрыми. Они перепродавали хлопок в Нассау на британские товары, а хлопок в конечном итоге доставлялся на британские хлопчатобумажные фабрики.

## Наследие
После того, как война закончилась, на Багамских островах настали трудные времена, продолжавшиеся вплоть до «Сухого закона». В это время через Багамы проходили поставки нелегального шотландского виски на территорию США.
Значительное число багамцев может отследить свою родословную до южан, которые покинули Штаты до и во время войны.